# Horace Caulkins

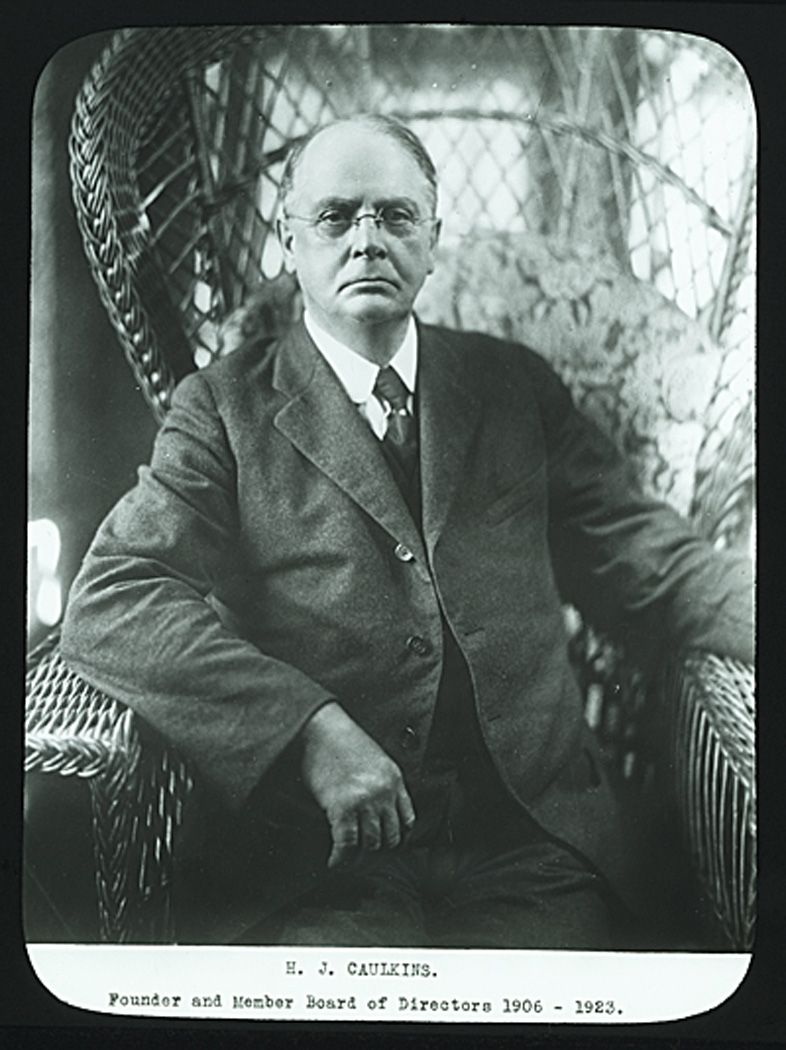
Horace James Caulkins (1850–1923)

Horace James Caulkins (* 12. Juli 1850 in Clifton, Ontario, Kanada; † 16. Juli 1923 in Detroit, Michigan, USA) war ein US-amerikanischer Erfinder, Keramikkünstler und Mitbegründer der Pewabic Pottery in Detroit.

## Leben
Horace James Caulkins wurde 1850 in Clifton, Ontario, geboren. Er begann seine berufliche Laufbahn als Zahntechniker und entwickelte einen Hochtemperaturofen zur Herstellung von Zahnschmelz, den er unter dem Markennamen „Revelation“ vermarktete. Am 20. Oktober 1875 heiratete er Frances Agnes Leadbeater; nach deren Tod heiratete er am 11. April 1888 Minnie F. Peck.
1903 gründete Caulkins zusammen mit der Keramikkünstlerin Mary Chase Perry Stratton die Pewabic Pottery in Detroit. Sie kombinierten Caulkins’ technisches Know-how im Ofenbau mit Perrys künstlerischem Talent in der Entwicklung von Glasuren. Zunächst firmierten sie unter dem Namen „Revelation“, bevor sie 1904 den Namen „Pewabic Pottery“ annahmen. Caulkins entwickelte den sogenannten „Revelation-Kiln“, einen Hochtemperaturofen, der das Brennen von Keramik mit speziellen Glasuren ermöglichte. Diese Technologie war entscheidend für die Herstellung der charakteristischen irisierenden Glasuren der Pewabic Pottery.